# هيثم يوسف
هيثم يوسف مغني عراقي، ولد في 29 نوفمبر 1969 في مدينة الموصل وهو من عائلة مسيحية عراقية ترجع أصولها إلى ناحية «القوش» شمال العراق، وهو من عائلة مكونة من أب وأم وسبعة أبناء، تعيش في منطقة زيونة في بغداد.

## حياته
أسمه الكامل هيثم عبد يوسف صادق ، كان في بداية حياته مولعًا بالفن محبًا للغناء ألا انه كان محتارًا بين الفن والرياضة حيث كان يلعب كرة القدم مع فريق أشبال ومن ثم ناشئة نادي الزوراء أحد أكبر وأشهر الأندية العراقية. إلا أنه أختار الفن والتحق عام 1983 بفرقة أطفال بغداد «أحباب القائد» ولمع نجمه وهو طفل في ديو مع الطفل الآخر «مهند محسن» في أغنية (يابو الفرسان) والتحق فيما بعد بـ«الفرقة النغمية الفنية المركزية» ثم تركها لأن الاعمار كانت محددة.

## بداياته
أول أغنية له تحمل عنوان ما اصالحك وعرضت على التلفاز العراقي سنة 1989. وسجل أول البوم غنائي عام 1992 بعنوان «ياناس ارحموا بحالي»، وكانت الانطلاقة الحقيقية في أغنية «عنيد» التي لاقت نجاحًا طيبًا ومن ثم توالت أعماله.. وفي عام 1994 أختير «هيثم يوسف» أفضل مطرب في العراق في استفتاء أجرته قناة الشباب العراقية وكذلك أختيرت أغنيته «ياناس ارحموا بحالي» أفضل أغنية لعام 1994. وهو لايزال مستمرًا بالغناء ويقدم الأغاني الهادئة ذات الطابع الرومانسي الحزين بعض الشيء ويعتبر هذا ميزة لهيثم يوسف في وقت أنتشر فيه الغناء ذو الأيقاع السريع والكلمات الغير سوية. يقيم الفنان هيثم يوسف حاليا في ولاية ميشيغن في الولايات المتحدة الأمريكية. ويجري عدة حفلات للجالية العراقية في اميركا وأوروبا وأستراليا وكندا وفي عدة دول عربية.

## تعاوناته
لحن للفنان هيثم يوسف العديد من الملحنين العراقيين البارزين منهم الملحن سهيل شوقي وعلي صابر وحازم فارس واخرين.
وفي سنة 2009 نشب خلاف بينه وبين المغني اللبناني أيمن زبيب بعدما أن أدى بعض أغانيه وأخذ بعض ألحانه من دون إذنه. وفي 2015 أدى أغنية أيا ناس والتي نفذت من قبل شركة ستار إيج برودكشن.

## ألبوماته
كان هيثم يوسف حريص جدًا في أختيار أغانيه حيث أصدر منذ عام 1993 ولحد الآن 10 ألبومات، وهي كالتالي
1. ياناس 1993
2. شيفيد الندم 1994
3. اشتاكينا 1996
4. لعيونها 1997
5. كذابه 1998
6. أمير الحب 2000
7. أحباب الروح 2004
8. اشوفك حلم 2008
9. انساها 2012
10. أول العشاگ 2014

## الاغاني
1. البوم ياناس
2. عنيد
3. محبوبي تعال
4. مثل الناس
5. عشرتنا انتهت
6. المرجعية
7. اتاني
8. ظلمتني
9. ما اصالحك
10. اسمع منك
11. جننتني
12. بنت عمي
13. يا ناس
14. البوم شيفيد الندم
15. ما اريد اعتب عليك
16. ردت منك تجي
17. نسيتيني
18. شيفيد الندم
19. ثقال
20. ياحبيبي انة
21. حان الوقت
22. عيونك حلوه
23. البوم اشتاكينا
24. اشتاكينا
25. حنيت الك
26. اتمنى اشوفك
27. واعدتني
28. هواية تزعل
29. بيش اجويك
30. لاعيني
31. بعيد ابقى
32. ذنبك على جنبك
33. البوم كذابة
34. كذابة
35. حبيبي والزمن
36. وين أبعدت
37. اسال
38. وينك
39. البداية
40. عنودي
41. هية لو مو هية
42. لحظة
43. مسرحية
44. البوم لعيونها
45. لعيونها
46. هذا الحلو
47. هواية صعبة
48. شيجيب باجر
49. شيصير لو
50. أضعف كدامك
51. بعيونج
52. ذوبت قلبي
53. لا تحزن
54. أنت حبيبي
55. البوم احباب الروح
56. ما انساك
57. حبيت
58. اه لو اعرف شبيك
59. بعديش
60. بس أنت
61. مشغولة بغيري
62. صبر أيوب
63. تغيرنا
64. البوم احباب الروح
65. تتهربين
66. طلعت روحي
67. هذا الحب
68. احبك أكثر
69. احباب الروح
70. الكل بالكل
71. مو اني
72. حبايب
73. تزعلني
74. كل العالم
75. راجع ياوطن
76. ( البوم أشوفك حلم )
77. حرت
78. احسدك
79. ارحموني ديوتو مع رحمة رياض
80. اشوفك حلم
81. اسمر
82. بنت عمي
83. انسى ولاتعذب قلبك
84. خليني
85. ليش الزعل
86. راجعه
87. تغارين
88. يا ناس (توزيع جديد)

(البوم انساها)
1. انساها
2. بقلبه جرح
3. ضيعنه القدر دويتو مع مهند محسن
4. إذا تحبني
5. كل سنة
6. شو كدرتي
7. يصالحني
8. المن بعد احب
9. يردون
10. هلو يابه
11. مو يمي
12. بالراحة عليه
13. وينه هوه
14. مو كتلي اموت
15. بلدنا
16. تدرون
17. ملينا الغربة
18. مو ذنبك دويتو مع شقيقه الفنان والملحن ليث يوسف
19. حلو حبك
20. ياما كالو
21. أنت عراقي
22. ليش
23. ما خله عندك خبر
24. العب عليه العب
25. مايسوى العتب دويتو مع ليث يوسف
26. (البوم اول العشاگ)
27. اول العشاگ
28. ست الكل
29. من وراك
30. ميعرفني
31. حبيب الروح
32. يأذوني
33. مهنيهم
34. چتالي
35. الا انساه
36. دكتور
37. أريد وياه
38. شوية حس
39. هيدي هيدي
40. يا رب أفرجها
41. خلي أصفن [5]
42. خادم
43. حبنه وينه
44. ها يابة شكلنه
45. عراقيين أبطال
46. بيك وبلياك
47. عيني بساعتي
48. تعبنه هواي
49. ميهمني
50. حبك قدر
51. تفارگنه
52. قصة حبنه مع مصطفى الربيعي
53. أرقى حب مع ليث يوسف
54. وياك
55. كل شي حلو
56. حبيبي قربانو
57. ياشـوگ
58. أعلنها رسمي
59. ياعشگي
60. أخذي عافيتي
61. حنيت
62. ويلي
63. ليش اختلف

## وصلات خارجية
- لقاء مع الفنان هيثم يوسف مع إذاعة العراق الحر
- عزف حان الوكت
- عزف اغاني الفنان هيثم يوسف
- هيثم يوسف الصفحة الرسمية على فيس‌بوك